# 黄相武
黄 相武（ファン・サンム、황상무、1963年7月18日 - ）は、大韓民国の韓国放送公社 (KBS) 所属の記者、ニュースキャスター（アンカー）。江原道平昌郡出身。
ソウル大学校新聞学科を卒業し、1991年にKBSの第18期公募採用で記者として採用され入局した。1992年にKBS春川放送局勤務になり、1993年からKBS報道局編集部記者、報道局社会部記者、報道局統一部記者、報道局政治部記者、報道局法曹チーム記者、報道局社会1部記者、報道本部1TVニュース制作チーム次長待遇を経て、2007年にKBSのニューヨーク特派員に就任した。その後報道局社会1部部長を務めている。
『KBSニュース9』などでニュースキャスターとして司会進行を務めた。
2021年12月に国民の力に入党。2023年11月30日には尹錫悦政権の市民社会首席秘書官に任命されたが、2024年3月に大統領室担当記者団と昼食を取った際、1988年に国軍を批判するコラムを書いた新聞記者が襲撃された事件や1980年の光州事件に関する疑念などに言及し、批判を受けたため、同月20日に辞任した。

## 学歴
- 1977年、孝悌初等学校（朝鮮語版）卒業
- 1980年、春川中学校（朝鮮語版）卒業
- 1983年、春川高等学校（朝鮮語版）卒業
- 1987年、ソウル大学校新聞学科学士 (1983学番)

## 経歴
- 1991年、19期KBS公開採用報道本部記者
- 2017年、KBS報道本部社会1部部長

## 担当番組

### ニュース
- KBSニュース広場 (ko:KBS 뉴스광장)（2002年3月5日 〜 2007年4月27日、KBS 1TV)
- KBSニュース9 週末 (:ko:KBS 뉴스 9 주말)（2001年2月17日 〜 2002年3月3日 、KBS 1TV)
- KBSニュース9 平日 (:ko:KBS 뉴스 9 평일)（2015年1月1日 〜 2018年4月20日、KBS 1TV)